# Med
Med o Mand era el poble que vivia al Sind quan hi van arribar els musulmans. Els historiadors informen de diversos combats amb aquest poble. El seu centre era Daybul.
Rashid ibn Amr al-Djudaydi, nomenat per Ziyad ibn Abid com a governador de Makran va morir a mans dels meds durant una incursió al Sind. Els meds van atacar un vaixell que portava musulmans i al-Hajjaj ibn Yússuf va decidir llençar una expedició contra el Sind i en va donar el comandament a Muhàmmad ibn al-Qàssim. Se sap que aquest va signar un armistici amb el poble de Surast (Saurashtra?) que eren "part dels meds, pirates de la mar". Durant el regnat d'al-Mútassim (833-842) Imran ibn Mussa va atacar as meds i en va matar 3000 i va construir un embassament anomenat embassament dels meds per impedir el reg. Amb l'ajut dels zutt va seguir la campanya i va inundar algunes zones amb aigua salada; una expedició naval portada per Muhàmmad ibn al-Fadl ibn Mahan va conquerir una població med.
Segons els geògrafs Med era una regió i el nom del poble que l'habitava. Estava a quatre dies de marxa a l'est de l'Indus. Els meds eren bandits. Al-Massudí diu que la ciutat d'al-Mansura estava sempre en guerra contra els meds. Ibn Hàwqal els esmenta junt amb els budha com infidels i diu que vivien a l'est de l'Indus entre Multan i la mar. Al-Idrisi diu que eren nòmades i vivien a la vora del desert del Sind. La població de Kamuhul, que marcava el seu límit sud-est, correspon a Anhilwara (Patan).